# Georges Lunghini
Pour les articles homonymes, voir Lunghini.
Georges Lunghini, né à Paris le 15 décembre 1947, est un musicien, producteur, acteur et photographe français,.

## Biographie
À partir de 1977, il compose et sort quelques disques sous le nom de Romain Ruer et Romain Ruel.
Il composera ensuite des chansons entre autres pour Marlène Jobert, Elsa Lunghini, Sylvie Vartan, Marc Lavoine.

### Vie privée
Marié avec l'artiste peintre et sculptrice, Christiane Jobert, il est le père d'Elsa Lunghini. Il est l'oncle par alliance d'Eva Green, fille de l'actrice et écrivaine Marlène Jobert, et de Joséphine Jobert.

## Discographie

### Albums d'Elsa Lunghini
- 1988 : Elsa
- 1990 : Rien que pour ça
- 1992 : Douce Violence
- 1996 : Chaque jour est un long chemin

### Singles
- 1985 : Je ne pense qu'à toi, C'est un éternel besoin d'amour, Hei Amore !, Tout pour se plaire de Marlène Jobert sur l'album Tout pour se plaire
- 1989 : Il pleut sur London de Sylvie Vartan, sur l'album Confidanse
- Bordeaux San Francisco
- Beau photographe
- Comme un homme
- 2001 : J'ai tout oublié, Marc Lavoine et Cristina Marocco sur l'album Marc Lavoine
- 2002 : Nos points communs de Jenifer, sur l'album Jenifer
- 2004 : Je te dis non d'Élodie Frégé, sur l'album Élodie Frégé

## Filmographie

### Cinéma
- 1983 : L'Indic de Serge Leroy
- 1985 : Le Quatrième Pouvoir de Serge Leroy
- 1985 : Le Transfuge de Philippe Lefebvre
- 1987 : Accroche-cœur de Chantal Picault

### Télévision
- 1962 : Le Théâtre de la jeunesse (Série TV) : Charley
- 1962 : La caméra explore le temps (Série TV) : Le page